# 雅息特 (緬因州)
雅息特（英語：Exeter）是一個位於美國緬因州佩諾布斯科特縣的鎮。

## 人口
根據2020年美國人口普查的數據，雅息特的面積為99.95平方千米，當中陸地面積為99.87平方千米，而水域面積為0.08平方千米。當地共有人口963人，而人口密度為每平方千米10人。